# Lymantria ninayi
Lymantria ninayi este o specie de molii din genul Lymantria, familia Lymantriidae, descrisă de Bethune-baker 1910 Conform Catalogue of Life specia Lymantria ninayi nu are subspecii cunoscute.

## Galerie

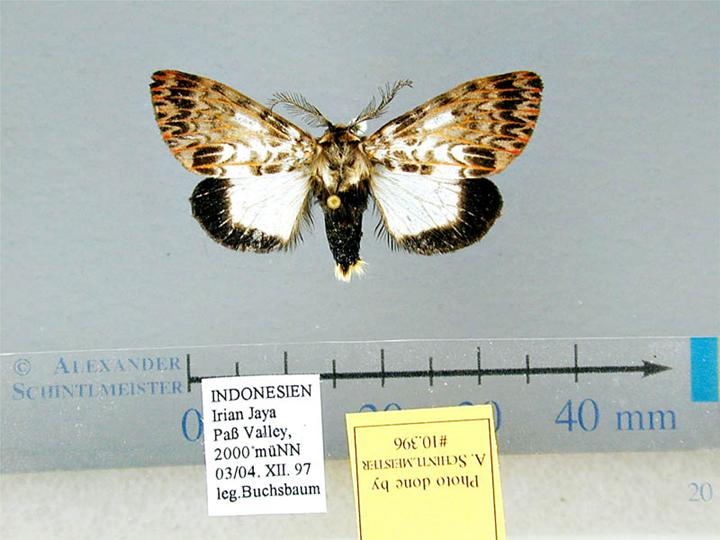